# Heartland Championship 2009
El Campeonato Heartland 2009 fue la cuarta edición de la segunda división de rugby de Nueva Zelanda. 
El campeón de la competición fue el equipo de Wanganui quienes lograron su segundo campeonato.

## Sistema de disputa
Cada equipo disputa 8 encuentros frente a sus rivales.
- Los mejores clasificados de cada copa clasificaran a sus respectivas semifinales.
  - La Copa Meads enfrenta a los mejores seis equipos del campeonato y por lo tanto el campeón de la fase final obtiene el título de la competición.
  - La Copa Lochore enfrenta a los peores seis equipos del campeonato y por lo tanto el campeón de la fase final obtiene la copa de consuelo que representa al séptimo lugar de la competencia.

## Copa Meads
- Clasificación[1]

| Pos. | Equipo            | Encuentros | Encuentros | Encuentros | Encuentros | Tantos | Tantos | Tantos | PB | PB | Puntos |
| Pos. | Equipo            | PJ         | PG         | PE         | PP         | F      | C      | Dif    | BO | BD | Puntos |
| ---- | ----------------- | ---------- | ---------- | ---------- | ---------- | ------ | ------ | ------ | -- | -- | ------ |
| 1.º  | Mid Canterbury    | 8          | 7          | 0          | 1          | 196    | 133    | 63     | 1  | 1  | 30     |
| 2.º  | Wanganui          | 8          | 6          | 0          | 2          | 275    | 108    | 167    | 5  | 1  | 30     |
| 3.º  | Poverty Bay       | 8          | 6          | 0          | 2          | 154    | 181    | -27    | 1  | 1  | 26     |
| 4.º  | South Canterbury  | 8          | 5          | 0          | 3          | 169    | 198    | -29    | 1  | 1  | 22     |
| 5.º  | Horowhenua-Kapiti | 8          | 4          | 0          | 4          | 193    | 166    | 27     | 2  | 1  | 19     |
| 6.º  | Wairarapa Bush    | 8          | 3          | 0          | 5          | 155    | 142    | 13     | 1  | 4  | 17     |

|  | Semifinales Copa Meads. |

### Semifinal
| 24 de octubre | Mid Canterbury | 19 - 17 | South Canterbury |  |  |

| 24 de octubre | Wanganui | 48 - 13 | Poverty Bay |  |  |

### Final
| 31 de octubre | Mid Canterbury | 13 - 34 | Wanganui |  |  |

| Bandera de Nueva Zelanda |
| Campeón Wanganui         |
| Segundo título           |

## Copa Lochore - Séptimo puesto
- Clasificación[1]

| Pos. | Equipo        | Encuentros | Encuentros | Encuentros | Encuentros | Tantos | Tantos | Tantos | PB | PB | Puntos |
| Pos. | Equipo        | PJ         | PG         | PE         | PP         | F      | C      | Dif    | BO | BD | Puntos |
| ---- | ------------- | ---------- | ---------- | ---------- | ---------- | ------ | ------ | ------ | -- | -- | ------ |
| 1.º  | West Coast    | 8          | 5          | 0          | 3          | 166    | 159    | 7      | 1  | 0  | 21     |
| 2.º  | North Otago   | 8          | 4          | 0          | 4          | 252    | 144    | 108    | 3  | 1  | 20     |
| 3.º  | King Country  | 8          | 4          | 0          | 4          | 199    | 158    | 41     | 2  | 2  | 20     |
| 4.º  | Buller        | 8          | 3          | 0          | 5          | 163    | 156    | 7      | 2  | 3  | 17     |
| 5.º  | East Coast    | 8          | 1          | 0          | 7          | 87     | 337    | -250   | 0  | 0  | 4      |
| 6.º  | Thames Valley | 8          | 0          | 0          | 8          | 110    | 237    | -127   | 0  | 4  | 4      |

|  | Semifinalistas Copa Lochore. |

### Semifinal
| 24 de octubre | West Coast | 53 - 22 | Buller |  |  |

| 24 de octubre | North Otago | 31 - 27 | King Country |  |  |

### Final
| 31 de octubre | West Coast | 13 - 21 | North Otago |  |  |

| Bandera de Nueva Zelanda         |
| Ganador Copa Lochore North Otago |
| Primer título                    |